# گرین‌اسلیوز

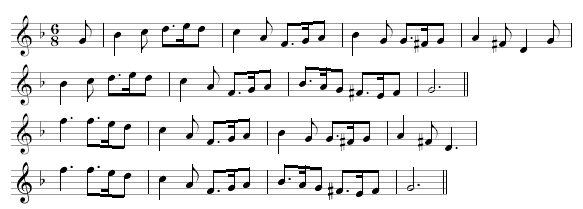

گرین‌اسلیوز یا آستین‌سبز (به انگلیسی: Greensleeves) نام یک آهنگ معروف انگلیسی است که از قرن ۱۶ میلادی رواج داشته‌است. متن این آهنگ در مورد مردی است که به صورت غمگین آوازی را می‌خواند و نشان از عشق او نسبت به خانمی به نام «بانو گرین‌اسلیوز» دارد.

## تاریخچه
به درستی مشخص نیست که چه کسی در ابتدا این نغمه را ساخته‌است. البته با توجه به اینکه هنری هشتم انگلستان سازهایی از قبیل لوت، ارگ و ویرژینالز می‌نواخته‌است، و متن آهنگ نیز حاکی از آن است که مرد خواننده متمول و دولتمند است؛ ساخت این آهنگ را به او نسبت می‌دهند. آهنگ‌های بسیاری به‌دلیل تملق آهنگ‌سازان به هنری هشتم نسبت داده شده‌اند و دلیل انتساب این آهنگ نیز به او می‌تواند ناشی از همین موضوع باشد. اولین جایی که در تاریخ مکتوب به این آهنگ اشاره شده‌است، سال ۱۵۸۰ میلادی و در نمایشنامهٔ همسران خوش ویندزور اثر ویلیام شکسپیر بوده‌است.

## استفاده
از گرین‌اسلیوز در شرایط مختلفی به عنوان موسیقی برای اشعار گوناگون استفاده شده‌است. برای مثال در جریان جنگ‌های داخلی انگلستان در قرن ۱۷ میلادی سلطنت‌طلبان یا کاوالیرها با این نغمه اشعار سیاسی می‌خواندند.

## بازخوانی‌ها
- میسون ویلیامز — Greensleeves[۳] (آهنگ بی‌کلام)
- لورینا مک‌کنیت — Greensleeves در آلبوم «ملاقات»[۴]
- لئونارد کوهن در آلبوم «پوست جدید برای مراسم قدیمی» — Leaving Green Sleeves[۵]

## برای مطالعهٔ بیشتر
- «The Folk Song Greensleeves - Its Origins and History». HubPages Inc.
- William Chappell. «Green Sleeves». دریافت‌شده در ۸ ژوئیه ۲۰۱۵.